# Llista de fons d'inversió per despeses
Aquesta és una llista de fons d'inversió ordenats per la ràtio de despeses totals.
S'inclouen només els fons d'inversió globals, d'acumulació, en euros i amb una ràtio de despeses totals igual o inferior al 0,30%. Les dades que es mostren a continuació són les publicades en la documentació de cada un dels fons. La llista està actualitzada el 31 de juliol de 2022.
| Rang | ISIN         | Fons                                                                        | Gestora   | TER   |
| ---- | ------------ | --------------------------------------------------------------------------- | --------- | ----- |
| 1    | IE00BYX5NX33 | Fidelity MSCI World Index Fund EUR P Acc                                    | Fidelity  | 0,12% |
| 2    | IE00BD0NCM55 | iShares Developed World Index Fund (IE) D Acc EUR                           | BlackRock | 0,12% |
| 3    | IE00B18GC888 | Vanguard Global Bond Index Fund Institutional EUR Hedged Accumulation       | Vanguard  | 0,15% |
| 4    | IE00BH65QP47 | Vanguard Global Short-Term Bond Index Fund EUR Hedged Acc                   | Vanguard  | 0,15% |
| 5    | IE00BH65QK91 | Vanguard Global Short-Term Bond Index Fund Investor EUR Hedged Accumulation | Vanguard  | 0,15% |
| 6    | IE00B03HCZ61 | Vanguard Global Stock Index Fund Investor EUR Accumulation                  | Vanguard  | 0,18% |
| 7    | IE00B03HD191 | Vanguard Global Stock Index Fund EUR Acc                                    | Vanguard  | 0,18% |
| 8    | IE00B03HD316 | Vanguard Global Stock Index Fund EUR Hedged Acc                             | Vanguard  | 0,18% |
| 9    | LU0389812693 | Amundi Index Solutions - Amundi Index J.P. Morgan GBI Global Govies IHE-C   | Amundi    | 0,20% |
| 10   | LU0996181599 | Amundi Index Solutions - Amundi Index MSCI World IE-C                       | Amundi    | 0,20% |
| 11   | IE00B5456744 | Vanguard ESG Developed World All Cap Equity Index Fund EUR Acc              | Vanguard  | 0,20% |
| 12   | IE00B83YJG36 | iShares Developed Real Estate Index Fund (IE) Institutional Acc EUR         | BlackRock | 0,22% |
| 13   | LU0875157702 | iShares World Equity Index Fund (LU) D2 EUR                                 | BlackRock | 0,24% |
| 14   | IE00B42W3S00 | Vanguard Global Small-Cap Index Fund Investor EUR Accumulation              | Vanguard  | 0,29% |
| 15   | LU0996182563 | Amundi Index Solutions - Amundi Index MSCI World AE-C                       | Amundi    | 0,30% |